# SV 마터스부르크
SV 마터스부르크(SV Bauwelt Koch Mattersburg, SV Mattersburg)는 부르겐란트주 마터스부르크를 연고로 하는 오스트리아의 축구 클럽이다. 2003-04 시즌부터 오스트리아 분데스리가에 참가하고 있다.
2004-05 시즌에서는 오스트리아에서 두 번째로 많은 평균 관중 수를 기록하기도 했는데 이는 마터스부르크의 전체 인구 6,300명보다도 많은 기록이다. 2006-07 시즌에서 팀 역사상 최고 성적인 3위를 차지했다.
2020년 메인 스폰서였던 마터스부르크 상업은행이 회계 파문을 일으키면서 폐쇄되었고, 이에 따라 SV 마터스부르크 또한 파산하게 되어 역사 속으로 사라졌다.

## 역대 감독
| 감독            | 임기        |
| --------------- | ----------- |
| 이비차 바스티치 | 2013 ~ 2017 |